# Saxaulsparv
Saxaulsparv (Passer ammodendri) är en centralasiatisk tätting i familjen sparvfinkar (Passeridae) som med sin längd på 14–16 centimeter och vikt på 25–27 gram är en av de allra största arterna i familjen. Den har en grå och sandfärgat brun fjäderdräkt med ljusbrun tars. Honan har inte en lika anslående dräkt som hanen, bland annat saknar hon den svarta teckningen på huvudet, men hon är ändå så pass distinkt att arten, i alla dräkter, är svår att förväxla med andra arter. Den har ett jämförelsevis mjukt och musikaliskt kvittrande lockläte, och övriga läten utgörs av sång och överflygningsläte.
Vanligtvis erkänns tre underarter vilka skiljs åt genom fjäderdräktens färgton och honans teckning på huvudet. Underarten ammodendri förekommer i de västra områdena av saxaulsparvens utbredningsområde medan stoliczkae och nigricans förekommer i de östra. Dess utbredningsområde, som tros vara uppdelat i sex förhållandevis åtskilda områden, sträcker sig från de centrala delarna av Turkmenistan till norra Gansu i Kina. Den lever i ökenområden, och föredrar platser med buskar som till exempel saxauler, i närheten av floder eller oaser. 
Stora delar av dess utbredningsområde är otillgängliga för människan varför det finns få studier och säkra observationer kring många aspekter av artens ekologi. Den håller sig ofta dold i lövverk och födosöker i trädkronor och på marken. Den lever främst av frön, men även av insekter under häckningsperioden. Utanför häckningsperioden bildar den flockar, men är mindre social än andra sparvar under häckningstiden, då paren oftast häckar isolerat. Boet är ett runt knyte av torrt växtmaterial som fodras med mjukt material som fjädrar. Boet placeras oftast i håligheter i träd eller jordbankar och steniga sluttningar, men även i konstruktioner skapade av människan eller i övergivna rovfågelsbon. Oftast lägger den två kullar per häckningssäsong med fem till sex ägg i vardera. Det är främst honan som bygger boet och ruvar men båda föräldrarna tar hand om ungarna.
Trots att den har förlorat delar av sitt utbredningsområde på grund av habitatförstörelse orsakad av jordbruk bedöms arten inte vara hotad av mänsklig aktivitet.

## Systematik och utbredning

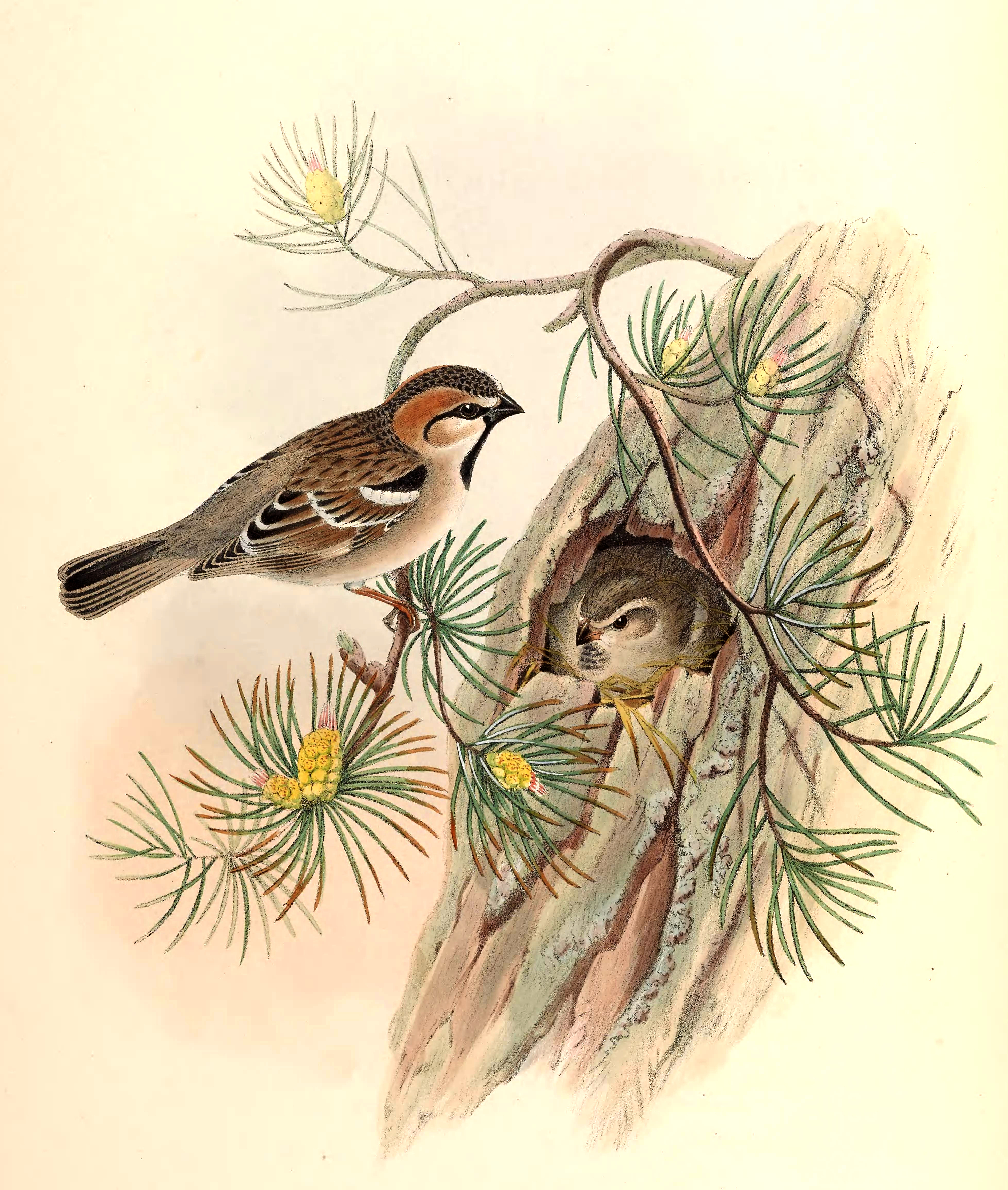
Illustration av ett par vid sitt bo av Henry Constantine Richter i John Goulds fågelbok The Birds of Asia.

Saxaulsparven beskrevs taxonomiskt första gången år 1872 av den brittiske zoologen John Gould i hans bok The Birds of Asia. Han beskrev arten utifrån ett specimen som samlats in av den ryske naturvetaren Nikolaj Severtsov i närheten av Qyzylorda, som numera ligger i södra Kazakstan. Severtsov hade planerat att beskriva arten som Passer ammodendri under ett flertal år och hade samtidigt distribuerat specimen och visat upp arten på olika museer. Ett av dessa specimen hamnade hos Gould som snabbt beskrev den som en ny art. Severtsov beskrev själv arten 1873, men Goulds beskrivning och auktorskap har prioritet över Severtsovs. Saxaulsparvens artepitet härstammar från saxaulträdet Haloxylon Ammodendron, som i sin tur fått sitt artepitet från gammalgrekiskans άμμος, som betyder "sand", och δένδρον som betyder "träd". På samma sätt härstammar fågelartens trivialnamn ifrån dessa saxaulträd av släktet Haloxylon, som de är så starkt förknippade med.
Saxaulsparven placeras vanligtvis i släktet Passer, tillsammans med gråsparven och cirka 20 andra arter. 1890 introducerade dock Nikolai Zarudny det egna släktet Ammopasser för saxaulsparven, men detta förslag har inte fått någon större acceptans. Dess släktskap med de andra arterna inom släktet Passer är oklart, men med sin svarta strupe brukar den anses tillhöra gruppen av "palaearktiska svartstrupiga sparvar" där gråsparven ingår. J. Denis Summers-Smith föreslår att de palearktiska Passer-sparvarna utvecklades för cirka 25 000–15 000 år sedan, under den senaste istiden, och att sparvarna under denna period levde isolerade i isfria refugier, som exempelvis i vissa stäppregioner i Centralasien, där saxaulsparven skulle kunna ha utvecklats. Genetiska och fossila bevis indikerar dock ett mycket äldre ursprung för Passer-sparvarna, möjligen ifrån miocen eller pliocen, vilket föreslås av Luis Allende et. al 2001 i deras fylogenetiska analys av mitokondrie-DNA. Denna analys indikerar även att saxaulsparven kan utgöra en tidig utlöpare, eller en basal art, inom sitt släkte, och att den skulle vara släkt med vissa afrikanska sparvar som bysparv (Passer griseus). Om saxaulsparven är besläktad med dessa arter indikerar detta att den antingen tidigare levde i öknar i Afrika och på Arabiska halvön, eller också att alla grupper av Passer-sparvar har sitt ursprung i Afrika.

### Underarter
Utbredningsområdet för saxaulsparven verkar vara uppdelat i sex åtskilda områden men eftersom utbredningsområdet sträcker sig över flera otillgängliga områden i Centralasien, varifrån endast fåtaliga observationer rapporteras, är det inte fastslaget huruvida dessa områden verkligen är helt isolerade. Arten delas vanligtvis upp i tre underarter:
- P. a. ammodendri - Nominatformen förekommer i tre av artens sex områden. Ett av dessa områden utgörs av Syr Darya-bäckenet i Kazakstan och Uzbekistan. Det andra området sträcker sig från Balchasjsjöns södra del till norr om Almaty. I detta område är den dock bara vanlig i dalen som omger floden Ili. I det tredje området, vars population ibland beskrivs som underarten korejewi, häckar den lokalt i delar av centrala Turkmenistan, Iran och kanske även i Afghanistan. Denna population flyttar söderut om vintern.[3][16][17]
- P. a. stoliczkae (Hume, 1884) - Denna underart är isolerad ifrån de andra två underarterna av bergsområdet Tianshan. Den förekommer över ett brett område av Kina, från Kashgar i öster till de allra västligaste delarna av Inre Mongoliet, i områden kring Taklamakanöknen (men förmodligen inte i de mer ogästvänliga delarna av själva öknen), och till de östra delarna av Xinjiang, norra Gansu, och de närliggande områdena i södra Mongoliet.[3][18][19] Den har fått sitt underartsepitet efter Ferdinand Stoliczka och beskrevs av Hume 1884 utifrån specimen som samlats in i Yarkant.[20]
I de allra västligaste delarna av Gobiöknen finns en population som åtskiljs ifrån de andra populatinerna av stoliczkae av bergsområdet Gurvan Saikhan Uul. Denna population beskrivs ibland som underarten timidus.[3][18][21]
- P. a. nigricans (Stepanyan, 1961) - Denna underart förekommer från norra Xinjiang till floden Manasi i söder.[18][22]

## Utseende, fältkännetecken och läte

Adult hane av nominatformen som har en ganska ljusgrå fjäderdräkt i förhållande till de andra två underarterna.

Adult hane av underarten stoliczkae vars fjäderdräkt har en något varmare ton än nominatformen.

Saxaulsparven är en av de största av alla sparvarna och mäter 14–16 cm och väger 25–32 gram. Vingspannet varierar från 7,1 till 8,1 centimeter, och hanarna är generellt större än honorna. Den har en kort stjärt som mäter 6,3–6,95 cm. Benen är ljust bruna eller ljust brunrosa, och tarsen mäter 1,95 cm. Näbben mäter 1,0–1,3 centimeter, är ljust grå hos juvenilen, ljust gul med svart spets hos den häckande honan, och helt svart hos den häckande hanen. Som alla sparvar flyger den snabbt och ofta på hög höjd.
Dess distinkta teckning, speciellt på huvudet, gör den lätt att artbestämma i fält. Den har en matt fjäderdräkt med grå och varmt sandbruna toner, med viss variation mellan underarterna. Underarten ammodendri har en sandgrå ton, medan nigricans är mörkare, och stoliczkae har en varmare ton. Underarten stoliczkae, och de populationer av underarten ammodendri som lever i taxonets sydvästligare del skiljer sig också ifrån en typisk individ av nominatformen ammodendri då dessa inte är streckade på undergumpen och på de övre stjärttäckarna. Populationen i Mongoliet skiljer sig genom att ha större näbb och breda blåaktiga streck på bröstet.
Den adulta hanen har en kraftfull huvudteckning, med ett svart centralt hjässtreck som löper från nacken till näbben och ett svart ögonstreck. Den har också en tydlig svart strupfläck. Strupfläcken är, i jämförelse med andra sparvars, smal upptill och bred nedtill. Sidan av hjässan och nacken är ljust rödbrun. Kinden är ljusgrå eller ljust gråbrun och undersidan är vitaktig med sandbrun eller grå nyans. Ryggen är grå eller varmt brun, med variabel svart streckning. Skuldrorna har tunnare streck i svart. Hanens smala stjärt är brun, med ljusare kant och fjäderspetsar. Dess mellersta vingtäckare är svarta med vita fjäderspetsar medan övriga vingtäckare är varierande bruna eller svarta med rödbruna fjäderspetsar och grå kanter. Den icke-häckande hanen skiljer sig genom sin något ljusare fjäderdräkt.
Honans fjäderdräkt liknar hanens på många sätt men är ljusare och mattare. Den är genomgående sandigt grå eller brun, med liknande tecknad ovansida som hanen och med vit eller vitaktig undersida. Honans huvudteckning hos underarterna ammodendri och nigricans är grådaskig med mörka fläckar på pannan, bakom ögat och på strupen. Honan hos underarten stoliczkae är rödbrun med vit strupe, ett markant ljust ögonbrynsstreck, mörkare panna och ljusare kinder. Juvenilens fjäderdräkt påminner om honans men saknar de mörka fläckarna på strupen och hjässan. De adulta fåglarna påbörjar ruggningen i juli och den avslutas i augusti eller i början av september. Den postjuvenila ruggningen är total och genomförs från juni till augusti.

### Läte
Saxaulsparvens läten är inte väl beskrivna. Dess lockläte är ett kvitter som beskrivs som cheerp cheerp, och är mjukare och mer melodiskt än gråsparvens. Dess överflygningsläte beskrivs som twerp, och sången beskrevs av den ryske naturvetaren V. N. Shnitnikov som "inte så kraftfull men trivsamt melodisk och med ganska varierande intonation".

## Ekologi

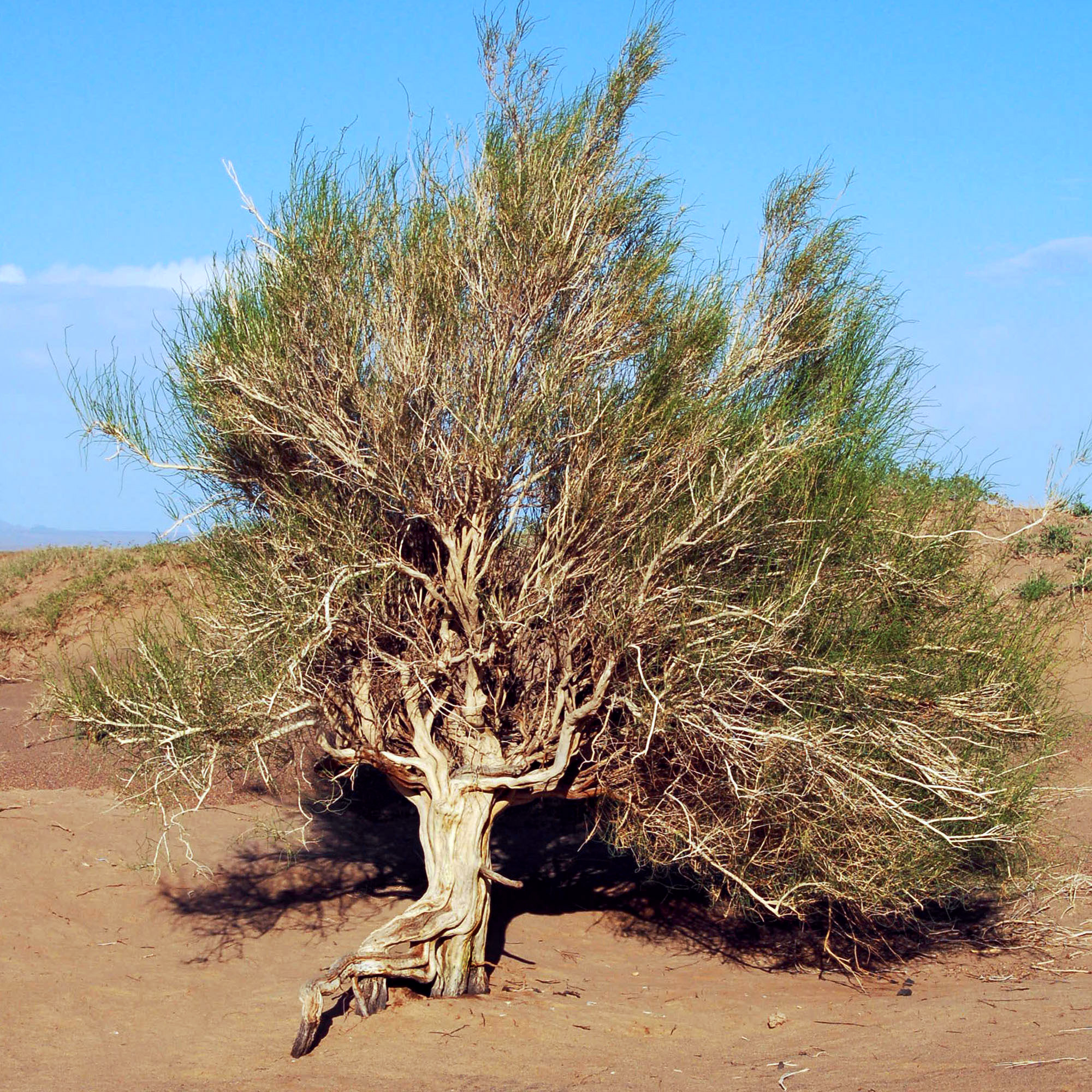
Saxaulträd, här Haloxylon ammadendron, som arten starkt förknippas med.

På grund av att saxaulsparven främst förekommer i otillgängliga områden finns det ganska få studier och säkra observationer kring artens ekologi. På många platser lever den ett hemlighetsfullt liv, och håller sig ofta dold i bladverk, men häckande fåglar i Mongoliet har beskrivits som att de uppträdde "ganska självsäkra". Utanför häckningssäsongen är den social och kan bilda flockar på upp till femtio fåglar, ibland i blandflockar tillsammans med pilfink, spansk sparv och gråsparv. Vissa populationer genomför kortare säsongsbundna förflyttningar. 

### Biotop
Saxaulsparven förekommer i ökenområden, speciellt i anslutning till floder och oaser. Den återfinns ofta i närheten av buskar och träd som saxauler (Haloxylon), popplar (Populus) och tamarisker (Tamarix). Ibland observeras den i närheten av bosättningar och sädesfält, särskilt under vintern.

### Föda
Fågelns föda består främst av frön och då gärna ifrån saxaul. Den lever även av insekter, speciellt under häckningssäsongen, då den äter vivlar (Curculionoidea), gräshoppor (Caelifera) och fjärilslarver. De födosöker i trädkronor, i buskar och på marken. En studie av vilka insekter saxaulsparven matar sina ungar med, utförd i dalen kring floden Ili, visade att merparten utgörs av skalbaggar, där vivlar och Coccinellidae utgör 60 respektive 30 procent av ungarnas föda. Saxaulparvar som lever i områden där vatten inte finns tillgängligt kan flyga långa sträckor flera gånger varje dag för att dricka.

### Häckning

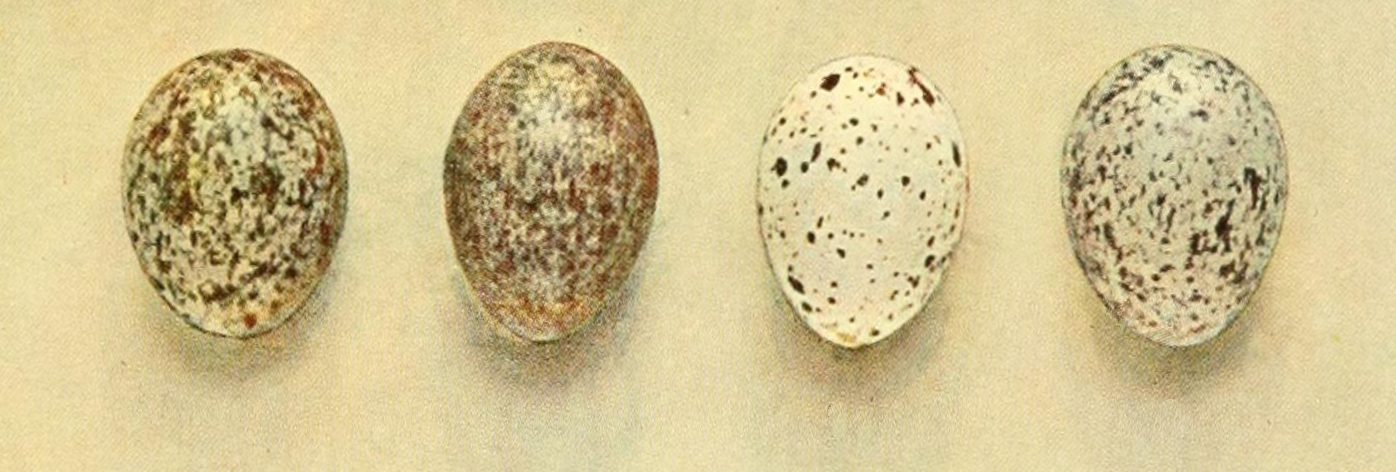
Fyra ägg insamlade av Nikolaj Zarudnyj i den transkaspiska regionen.

Under vintern uppträder arten i flockar och framåt våren bildas det par inom flocken som lämnar flocken i april. Saxaulsparven uppträder mindre socialt än många andra sparvar under häckningsperioden och paren häckar ofta enskilt. Det förekommer dock att de häckar i mindre grupper med andra par, och även i anslutning till pilfink och gråsparv. Häckningssäsongen är kort och infaller från maj till juli, och flertalet ungar föds i april och juni. Det finns inga publicerade observationer av bon placerade öppet på trädgrenar, vilket annars är vanligt hos sparvar, men detta kan bero på att arten är dåligt studerad. Boet placeras ofta i håligheter i träd. Andra vanliga häckningsplatser är jordbankar och steniga sluttningar, men bon har även observerats i övergivna rovfågelbon, oanvända byggnader, murar och elstolpar. Bon som placeras på konstruktioner av människan ökar då större träd i saxaulsparvens utbredningsområde blir mer sällsynta på grund av avverkning. Boet placeras ofta ganska nära marken, speciellt om det är placerat i ett träd.
Saxaulsparvens bo är ett klotformat knyte med en ingång på sidan eller toppen. Det byggs av gräs, rötter eller annat torrt växtmaterial och fodras med fjädrar, päls eller mjukt växtmaterial. Boet byggs främst av honan, men hanen kan delta aktivt i byggandet. Den typiska kullen består av fem till sex ägg och saxaulsparven lägger vanligtvis två kullar per år. Äggen är glänsande vita med grå eller gulaktigt bruna fläckar. Hos vissa kullar är ett ägg tydligt ljusare än de andra. Fyra ägg som samlades in i den transkaspiska regionen av Zarudnyj hade en medelstorlek på 1,9 × 1,4 cm. Det är främst honan som ruvar medan hanen oftast ses vakta boet under ruvningen. Efter kläckningen tar båda föräldrar hand om ungarna och de matas var 4 till 12 minut. Flygga ungar stannar i närheten av boet ända tills de genomgått sin postjuvenila ruggning. Därefter ansluter de sig till en vinterflock och först senare ansluter sig de adulta fåglarna till dessa flockar.

## Status och hot
Saxaulsparven anses inte vara hotad eftersom den ifrån olika platser rapporteras som vanlig över ett stort utbredningsområde och kategoriseras därför av IUCN som livskraftig (LC). Dock verkar arten ha förlorat stora delar av sitt utbredningsområde på grund av intensifierat jordbruk och ökenspridning till följd av boskapens överbetning. I dagsläget anses beståndsutvecklingen vara stabil.

### Fotnoter
1. 1 2 3  BirdLife International 2024 Passer ammodendri . Från: IUCN 2024. IUCN Red List of Threatened Species. Version 2024-2. Läst 25 december 2024.
2. ↑  Sveriges ornitologiska förening (2017) Officiella listan över svenska namn på världens fågelarter, läst 2017-08-14
3. 1 2 3 4 5 6 7 8 9 10 11 12 13 14 15 16 17 18  Clement, Harris & Davis 1993, s. 442–443.
4. 1 2 3  Sharpe 1888, s. 337–339.
5. ↑  Vaurie 1956, s. 7–8.
6. ↑  Hartert 1903, s. 158–159.
7. ↑  Dresser, H. E. (16 mars 1875). ”Notes on Severtzoff's 'Fauna of Turkestan' (Turkistanskie Jevolnie)”. The Ibis "5". http://biodiversitylibrary.org/page/8612787.
8. ↑  Jobling 1991, s. 10.
9. ↑  Carruthers 1949, s. 53.
10. ↑  Summers-Smith 1992, s. 3, 6.
11. ↑  Zarudny, N. (16 mars 1890). ”Орнитолгическая Фауна: Оьласт Аму-Дарьи Между гг. Чарджуемъ и Келифомъ” (på ryska). Bulletin de la Société Impériale des Naturalistes de Moscou "4" (1). http://books.google.com/?id=2ToYAAAAYAAJ&dq=ammopasser&pg=PA9#v=onepage&q=ammopasser.
12. ↑  Richmond 1909, s. 588.
13. ↑  Summers-Smith 1988, s. 279–280, 288–289.
14. ↑  Allende, Luis M. (16 mars 2001). ”The Old World sparrows (genus Passer) phylogeography and their relative abundance of nuclear mtDNA pseudogenes” (PDF). Journal of Molecular Evolution "53" (2):  ss. 144–154. doi:10.1007/s002390010202. PMID 11479685. Arkiverad från originalet den 21 juli 2011. https://web.archive.org/web/20110721034443/http://chopo.pntic.mec.es/~biolmol/publicaciones/Passer.pdf.
15. 1 2  Summers-Smith 1988, s. 245–251.
16. ↑  Summers-Smith 1988, s. 246–249.
17. ↑  Ayé, Raffael (16 mars 2008). ”Saxaul Sparrows in Iran in 2004”. Dutch Birding "30":  ss. 315–316.
18. 1 2 3 4  Summers-Smith 1988, s. 249–250.
19. ↑  Hellmayr 1929, s. 58–59.
20. ↑  Hume, A. O. (16 mars 1874). ”Novelties”. Stray Feathers "2":  ss. 503–522. http://www.archive.org/stream/strayfeathersjou21874hume#page/516/mode/1up/.
21. ↑  Richmond, Charles W. (16 mars 1895). ”Catalogue of a Collection of Birds Made by Dr. W. L. Abbot in Eastern Turkestan, the Thian-Shan Mountains, and Tagdumbash Pamir, Central Asia, With Notes on Some of the Species”. Proceedings of the United States National Museum "18" (1083). http://www.biodiversitylibrary.org/page/7733547.
22. ↑  Vaurie, Charles (16 mars 1964). ”A Survey of the Birds of Mongolia”. Bulletin of the American Museum of Natural History "127":  ss. 103–144. http://digitallibrary.amnh.org/dspace/handle/2246/1116.
23. 1 2 3 4 5 6 7 8 9  Summers-Smith 2009, s. 793.
24. ↑  Dresser 1902, s. 292–293.
25. ↑  Clement, Harris & Davis 1993, s. 4.
26. 1 2 3  Summers-Smith 1988, s. 245–246.
27. 1 2 3 4 5 6  Densley, Michael (16 mars 1991). ”Saxaul Sparrow in Mongolia” (PDF). Dutch Birding "12" (1):  ss. 5–9. http://www.dutchbirding.nl/content/journal/pdf/1990-1.pdf. Läst 2 augusti 2010.
28. 1 2 3 4 5 6 7  Summers-Smith 1988, s. 252.
29. 1 2  Flint et al. 1984, s. 295–296.
30. 1 2 3 4 5 6 7 8  Summers-Smith 1988, s. 251.
31. 1 2 3 4  Gavrilov & Gavrilov 2005, s. 153–154.
32. ↑  Summers-Smith 1988, s. 268–269.
33. 1 2 3 4  Dresser, H. E. (16 mars 1903). ”On some rare and unfigured Eggs of Palæarctic Birds”. The Ibis "3" (11):  ss. 404–407. http://www.biodiversitylibrary.org/page/16177751#470. Läst 24 februari 2010.
34. ↑  Sellin, Dietrich; Tischler, Peter (16 mars 2009). ”Ungewoehnlicher Nistplatz des Saxaulsperlings Passer ammodendri in Kasachstan” (på tyska). Ornithologische Mitteilungen "61" (4):  ss. 116–118.
35. ↑  Ogilvie-Grant 1912, s. 209.
36. ↑  Summers-Smith 1992, s. 121–123.
37. ↑  Liu Nai-Fa, Huang Zu-Hao, Wu Hong-Bin, Liu Rong-Guo, Hao Yao-Ming (16 mars 2002). ”Growth and decline of animal resource in Shapotou National Nature Reserve, Ningxia”. Biodiversity Science "10" (2):  ss. 156–162. Arkiverad från originalet den 10 september 2015. https://web.archive.org/web/20150910120101/http://www.biodiversity-science.net/qikan/epaper/zhaiyao.asp?bsid=557. Läst 7 februari 2010.